# Arnaud Viala
Pour les articles homonymes, voir Viala.
Arnaud Viala, né le 4 décembre 1974 à Millau (Aveyron), est un homme politique français. Il est président du conseil départemental de l'Aveyron depuis le 1er juillet 2021. 
Membre de l'Union pour un mouvement populaire (UMP), devenue Les Républicains (LR) jusqu'en 2022, il est maire de Vézins-de-Lévézou de 2008 à 2017, puis député de la 3e circonscription de l'Aveyron de 2015 à 2021. Depuis 2023, il est également président de la communauté de communes de Lévézou Pareloup. 
Il rejoint le parti Horizons d'Édouard Philippe en 2024.

## Biographie
Arnaud Viala naît en 1974 à Millau. Issu d’une famille d’agriculteurs spécialisés dans l’élevage de brebis pour la production de Roquefort, il grandit dans un environnement rural qui marque son attachement au territoire aveyronnais.
Agrégé d’anglais et docteur en sciences politiques britanniques, il est conseiller au rectorat de Toulouse sur l'enseignement supérieur dans l'académie de Toulouse.

## Parcours politique

### Débuts en politique
Il est élu conseiller général du canton de Vézins-de-Lévézou lors des cantonales de 2004 sous l'étiquette UMP et est réélu en 2011. Arnaud Viala est élu maire de Vézins-de-Lévézou lors des municipales de 2008 et est réélu en 2014.
Parallèlement, il est vice-président du conseil général de l'Aveyron jusqu'en avril 2015 et préside la communauté de communes de Lévézou Pareloup de 2008 à 2017. 
Il est membre de Force républicaine, le think tank de François Fillon.
Il est le vice-président du CNER et président d'Aveyron Expansion.

### Député de l'Aveyron (2015-2021)
En 2015, à la suite de l’élection d’Alain Marc au Sénat, une élection législative partielle est organisée dans la 3e circonscription de l'Aveyron. Au soir du 1er tour, Arnaud Viala arrive en tête avec 46,05 % des voix, devant le PS Pierre Pantanella (22,48 %) et le FN Jean-Guillaume Remise (15,45 %),,. Il est largement élu au 2d tour avec 63,49 % des voix contre 36,51 % pour Pierre Pantanella,.
Lors des élections législatives de 2017, il se présente sous la bannière Les Républicains dans la 3° circonscription de l'Aveyron. Il est réélu député face à Jean-Louis Austruy (LREM ) avec 59,16 % des voix le 18 juin 2017,. Conformément à la loi sur le non-cumul des mandats, il quitte alors ses fonctions de maire de Vézins-de-Lévézou et de président de la communauté de communes de Lévézou Pareloup.
Il parraine Laurent Wauquiez pour le congrès des Républicains de 2017 lors de son élection à la présidence du parti.
En juillet 2021, après son élection à la présidence du conseil départemental de l’Aveyron, il démissionne de son mandat de député pour respecter les règles de cumul des mandats. Son suppléant, Sébastien David, annonce ne pas vouloir lui succéder, préférant la fonction de maire de Saint-Affrique, mais devient néanmoins député.

### Président du conseil départemental de l'Aveyron (depuis 2021)
En juin 2021, Arnaud Viala est élu conseiller départemental dans le canton de Raspes et Lévézou. À la suite des élections, il est élu Président du conseil départemental de l'Aveyron.
En 2022, il quitte le parti Les Républicains.
Réélu conseiller municipal de Vézins-de-Lévézou en 2020, il redevient président de la communauté de communes de Lévézou Pareloup en janvier 2023.
Le 10 novembre 2024, il annonce son ralliement au parti Horizons, fondé par Édouard Philippe,.

## Vie privée
Il est marié, père de deux enfants et habite la commune de Vézins-de-Lévézou.

## Distinctions
Chevalier de l'ordre national du Mérite (décret du 7 juin 2024).